# Paulianolebia
Paulianolebia is een geslacht van kevers uit de familie van de loopkevers (Carabidae). De wetenschappelijke naam van het geslacht is voor het eerst geldig gepubliceerd in 1971 door Mateu.

## Soorten
Het geslacht Paulianolebia is monotypisch en omvat slechts de volgende soort:
- Paulianolebia rubicunda Mateu, 1972